# Toussaint von Charpentier
Toussaint von Charpentier, född 22 november 1779 i Freiberg, död 4 mars 1847 i Brieg, var en tysk bergsman och entomolog. Han var son till Johann Friedrich Wilhelm von Charpentier.
Charpentier studerade först vid bergsakademien i Freiberg, senare i Leipzig och gick därefter i preussisk tjänst, där han slutade som bergshauptman i Schlesien. Förutom flera skrifter i geognostiska och bergsvetenskapliga ämnen skrev han flera entomologiska arbeten. Han utgav ny upplagor av Eugen Johann Christoph Espers Die europäischen Schmetterlinge (sex band, med supplement, 1829–39) och Die ausländischen Schmetterlinge (16 häften, 1830).